# Cryptachaea barra
Cryptachaea barra là một loài nhện trong họ Theridiidae.
Loài này thuộc chi Cryptachaea. Cryptachaea barra được Herbert Walter Levi miêu tả năm 1963.